# Tharsalea longi
Tharsalea longi är en fjärilsart som beskrevs av Johnson och Balogh 1977. Tharsalea longi ingår i släktet Tharsalea och familjen juvelvingar. Inga underarter finns listade i Catalogue of Life.